# 前田健二郎
前田 健二郎（まえだ けんじろう、明治25年（1892年）4月19日 - 昭和50年（1975年）3月14日）は、日本の建築家。
逓信省・第一銀行勤務を経て独立。戦前から戦後にかけてモダニズムとは一線を画した作品を多く残す。「コンペの前健さん」の異名を取り、戦前の数々のコンペティションに入選したが、実施実現できたものは少ない。

## 経歴
加賀藩出身（士族）の父前田信兆は裁判官。父の赴任地福島で生まれる。
正則中学校（現・正則高等学校）から東京美術学校図案科第2部（東京芸術大学建築科の前身）に進学する。在校中、商工省輸出工芸図案展に出品し2等受賞。1916年（大正5年）東京美術学校卒業。
1917年（大正6年）逓信省経理課（のち逓信省営繕課）に勤務。1919年（大正8年）第一銀行に入社し、本店建築（西村好時設計）に携わる。また帝国議事堂コンペティション第1次競技に入選。
大阪市美術館（1921年）、神戸市公会堂（1922年、岡田捷五郎（師である岡田信一郎の弟）と連名）、早稲田大学大隈記念大講堂（1923年、岡田捷五郎と連名）、震災記念堂（1924年）、京都市美術館（1930年）と多くの設計コンペで1等当選を果す。ただし前田の案から改変され、あるいは全く異なるデザインで実施されたものが多く、その意味では不遇であった（後述）。
1924年（大正13年）に前田健二郎建築事務所を開設。
1943年（昭和18年）にいったん事務所を閉鎖し、日産土木（株）建築部長就任。1945年（昭和20年）、東京都緊急建築指導部員。1948年（昭和23年）、建築事務所を再開する。
紫綬褒章（1962年）、日本芸術院賞（1965年）、勲三等瑞宝章（1966年）、勲三等旭日中綬章（1972年）の受賞歴がある。

## 作品
- 武州銀行浦和支店（1927、埼玉）
- 武州銀行川越支店（1928、埼玉、現・川越商工会議所）
- 資生堂化粧品部・パーラー（1928、銀座）
- 資生堂本社（東京銀座資生堂ビル, 1929、銀座）
- 武州銀行岩槻支店（1929、埼玉）
- 前田清寧公銅像（1930、富山）
- 風雲堂本社（1931、東京）
- 日本生命台北支店（1933、台湾）
- 髙島屋日本橋店（1933、東京：片岡安が顧問、高橋貞太郎と共同）
- 野依辰治邸（1934、東京）
- 共立講堂（1934、東京：実施されなかった大隈講堂コンペ案に手を加えたものと伝えられている) (PDF)
- 日興証券本社（1937、東京）
- 熱海富士屋ホテル（1951、静岡）
- 共立女子学園(1953)
- 共立講堂改修（1953、 火災後の改修)
- 私学研修福祉会館（1958、東京）
- 自転車会館新館（1961、東京）
- 千疋屋（1961、銀座）
- 黒沢ビル（1963、銀座）
- 妙本寺釈迦堂（1964、鎌倉）
- 正則学院総合体育館（1965、東京）

計画案
- 大阪市美術館計画案（1921年） - コンペティション1等当選。前田案を大幅に修正し、1936年（昭和11年）に竣工する。
- 神戸市公会堂計画案（1922年） - 岡田捷五郎と連名。コンペティション1等。ただし計画は延期となり実施されず。
- 早稲田大学大隈記念大講堂計画案（1923年） - 岡田捷五郎と連名。コンペティション1等。ただし前田の案は不採用となり、早稲田大学営繕の設計により実施された。
- 震災記念堂計画案 - コンペティション1等入選。伊東忠太の設計により全く異なるデザインで実施された。
- 大礼記念京都市美術館計画案（1930年） - コンペティション1等。前田案をもとに京都市営繕が設計し、1933年（昭和8年）竣工。[3][4]
- パリ万国博覧会日本館計画案 (PDF) [5]